# La Foncalada

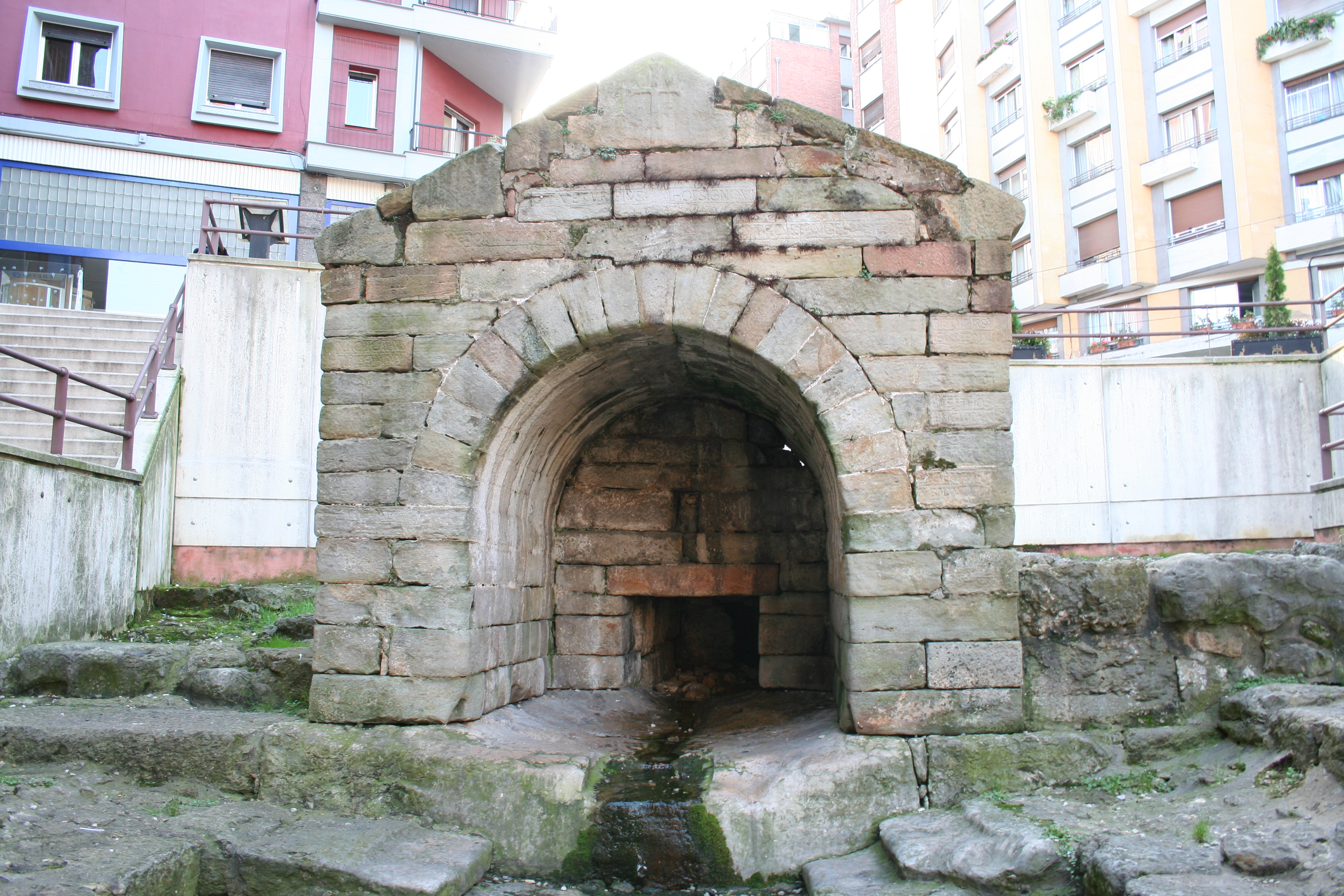
La Foncalada.

La Foncalada (du latin Fontem calatam) ou Fuente de Foncalada est une fontaine d'eau potable située près d'Oviedo, dans les Asturies en Espagne. 
Bien d'intérêt culturel, elle est également, depuis 1985, inscrite au Patrimoine mondial de l'Unesco, via le groupe de monuments dénommé « Monuments d'Oviedo et du royaume des Asturies ».

## Descriptif
Elle a été construite par le roi Alphonse III des Asturies au IXe siècle. Ce bâtiment demeure l'un des rares éléments architecturaux civils survivant pour l'usage public du Haut Moyen Âge. Elle a été placée sur une source à proximité des murs de la ville d'Oviedo, à côté d'une ancienne voie romaine. Sur le haut de la structure se trouve la Croix de la Victoire, symbole des Asturies, et les inscriptions « (Hoc Sign) O Tvetvr Pivs, Hoc Signo Vi (Ncitvr, Inimicvs) » et « (Signvm Salvtis Po) Ne Domine In Fonte (Ista Vt Non Permitas) Introire Angelvm Percv (Tientem) ».

### Sources
- (en) Cet article est partiellement ou en totalité issu de l’article de Wikipédia en anglais intitulé « La Foncalada » (voir la liste des auteurs).